# Steinbrücken (Monnerich)
Steinbrücken (luxemburgisch Steebréckenⓘ, französisch Pontpierre) ist ein luxemburgisches Dorf mit 1059 Einwohnern in der Gemeinde Monnerich im Kanton Esch an der Alzette.
Das Dorf wird von dem Fluss Mess durchflossen. Die örtliche Schule wird von Kindern aus den umliegenden Nachbardörfern besucht. Das Dorf liegt an der Autoroute 4, die die luxemburgische Hauptstadt Luxemburg mit Esch an der Alzette verbindet. Die Nachbardörfer sind Bergem, Wickringen und Fötz.